# Когут Ольга Арнольдівна
Ольга Арнольдівна Когут (18 березня 1969, Донецьк — 29 січня 2023, Київ) — українська акторка, Заслужена артистка України (2006) .

## Життєпис
Народилася 18 березня 1969 року в місті Донецьк.
У 1989 році закінчила Донецьке училище культури за спеціальністю «Режисура драматичного театру». Ще студенткою почала працювати в Донецькому обласному музично-драматичному театрі імені Артема.
1995 року вступила до Київського інституту театрального мистецтва імені Івана Карпенко-Карого.

Могила Ольги Когут, Байкове кладовище

У 1996 році була запрошена в студію молодих акторів Київського національного академічного театру російської драми імені Лесі Українки.
Ольга Когут була прихильницею так званої ДНР, була неодноразово помічена у агітації за терористів у соцмережах.
Раптово померла 29 січня 2023 року. Похована у колумбарії Байкового кладовища.

## Ролі у театрі
- 1996 — «Любов студента»
- 1997 — «Дайте чоловіка Ніні і Зіні»
- 1997 — «Королівські ігри»
- 1999 — «Розлучення по-російськи»
- 1999 — «Огогнь бажань»
- 2000 — «Таємниці мадридського двору»
- 2000 — «Любов і війна»
- 2000 — «Царські розбирання або міф про Електру»
- 2001 — «І все це було… і все це буде…»
- 2001 — «Долетимо до Мілана»
- 2002 — «Кришталеве серце»
- 2003 — «Шахраї по неволі»
- 2004 — «Маскарад»
- 2004 — «Трохи ніжності»
- 2006 — «Ромео і Джульєтта»
- 2006 — «Як важливо бути серйозним»
- 2007 — «СолдАтики»
- 2008 — «МаратСад»
- 2011 —  «Трохи мерехтить примарна сцена … (Ювілей. Ювілей? Ювілей!)»
- 2013 —  «Нахлібник»
- 2014 — «Клавдія Шульженко. Старовинний вальс»

## Фільмографія
- 1994 — Кілька любовних історій
- 2000 — Нескорений — Роза
- 2001 — День народження Буржуя 2
- 2001 — Леді Бомж
- 2001 — Слід перевертня — Таїсія Кобилкіна
- 2002 — Під дахами великого міста — Зіна
- 2002 — Право на захист — Світу
- 2004 — Дванадцять стільців — панянка на аукціоні
- 2004 — Небо в горошок — Варвара
- 2004 — Ніч світла — мати Віті
- 2004 — Попіл Фенікса — Фірочка Михайлівна
- 2005 — Повернення Мухтара 2 — Ольга (серія «Мисливський трофей»)
- 2006 — Вовчиця
- 2006 — Все включено
- 2006 — Дурдом — мати Наталії Миколаївни в молодості
- 2006 — Пригоди Вєрки Сердючки — Леся, провідниця
- 2006 — Таємниця «Святого Патріка»
- 2006 — Театр приречених — Ольга Миколаївна
- 2006 — Утьосов. Пісня довжиною в життя
- 2007 — Доярка з Хацапетівки — власниця весільного салону
- 2007 — Психопатка — тележурналістка
- 2008 — Міський пейзаж — Мати Олени
- 2008 — Зачароване кохання — Віра
- 2008 — Не квап кохання! — Анна
- 2008 — Реквієм для свідка — Наталя Маслічкіна
- 2008 — Сила тяжіння — Рябоштан
- 2009 — Блудні діти — коханка Олексія
- 2009 — Гувернантка — Анна
- 2009 — Згідно із законом — Аліса Зуєва
- 2009 — Горобини грона червоні — Ліпатова
- 2010 — Брат за брата — Карданова
- 2010 — Повернення Мухтара 6 — Лукерія (серія «Вінець королеви»)
- 2010 — Щастя моє — дружина майора
- 2010 — Я тебе нікому не віддам — Маша
- 2011 — Бабине літо — Марго
- 2011 — Байки Мітяя — дружина Кукси
- 2011 — Повернення Мухтара 7 — Аліса Станіславівна (серія «Наречений»)
- 2011 — Ластівчине гніздо — Лариса
- 2011 — Любов і трохи перцю — Ліза
- 2012 — Повернення Мухтара 8 — Надія Соловйова (серія 90)
- 2012 — Захисниця — Віра Фролова
- 2012 — Менти. Таємниці великого міста — Тетяна Вікторівна
- 2012 — Порох і дріб — Галина Рамадаєва
- 2013 — Квиток на двох — Тетяна Федорівна
- 2013 — Домоправитель — гостя Аїстова
- 2013 — Жіночий лікар-2 — Жанна Шаповал
- 2014 — Злочин у фокусі — Аля
- 2015 — Пес — сусідка Макса
- 2015 — Прокурори — Ася Боярчук
- 2016 — Підкидьки — Карина'
- 2017 — Чорна кров — продавчиня
- 2018 — Чуже життя — епізодична роль
- 2018 — Стоматолог — епізодична роль
- 2018 — Родинні зв'язки — Елеонора Тиманський
- 2018 — Ангеліна — епізодична роль
- 2018 — Акварелі — епізодична роль